# 芬氏花仙螺
芬氏花仙螺（学名：Babelomurex finchii），是新腹足目珊瑚螺科Babelomurex的一种。主要分布于台湾，常栖息在深海。